# Matsumoku
Matsumoku Industrial est une compagnie industrielle basée à Matsumoto au Japon, active de 1951 à 1987. On connait aujourd'hui Matsumoku surtout pour sa fabrication de guitares et guitares basses, notamment pour les marques Epiphone et Aria. Elle fait partie des nombreuses usines de la ville de Matsumoto à avoir produit des instruments de musique, avec notamment FujiGen et Gotoh.

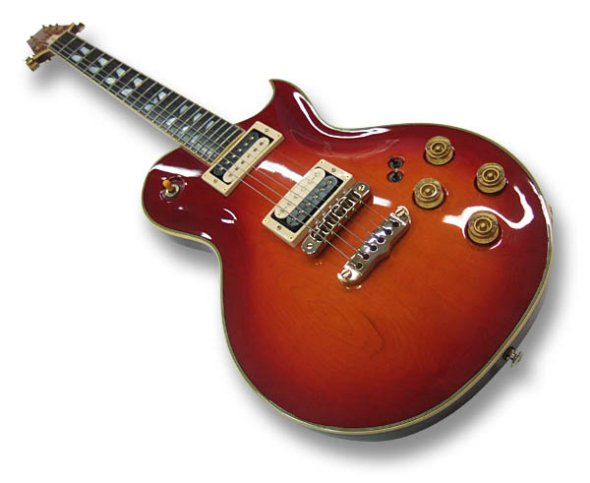
Aria Pro II PE-R100 de 1983

## Historique

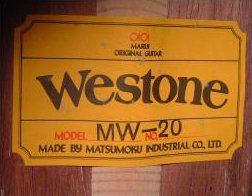
Label dans une ouïe de Westone

Matsumoku est fondée en 1951 sous l'appellation Matsumoto Mokko ("Matsumoto Woodworking Company") par Mr. Tsukada, fabricant de meubles de style Tansu. La compagnie se diversifie en fabriquant des coffrets pour les machines à coudre Singer, ainsi que des habillages en bois pour télévision et matériel hi-fi. Singer prend, à cette époque, une participation financière dans la compagnie. À la fin des années 1950, ayant perdu certains marchés face à la concurrence agressive de l'Asie du Sud-Est, Matsumoku se voit contraint de trouver d'autres marchés pour son activité de travail du bois. Commençant par une production modeste de guitares classiques et de violons sous l'impulsion de Fujigen Gakki, elle se distingue, dès le début des années 1960, par une production de guitare « archtop » acoustiques et électriques de haute qualité dans la droite ligne des guitares Höfner, Framus, et Gibson. Matsumoku remplit un rôle de sous-traitant pour l'industrie locale jusqu'en 1979, date à laquelle elle complète cette activité par la commercialisation de ses propres créations sous la marque Westone. En 1987, après que de nombreuses marques eurent délocalisé leur production en Corée, Matsumoku décide de cesser son activité.

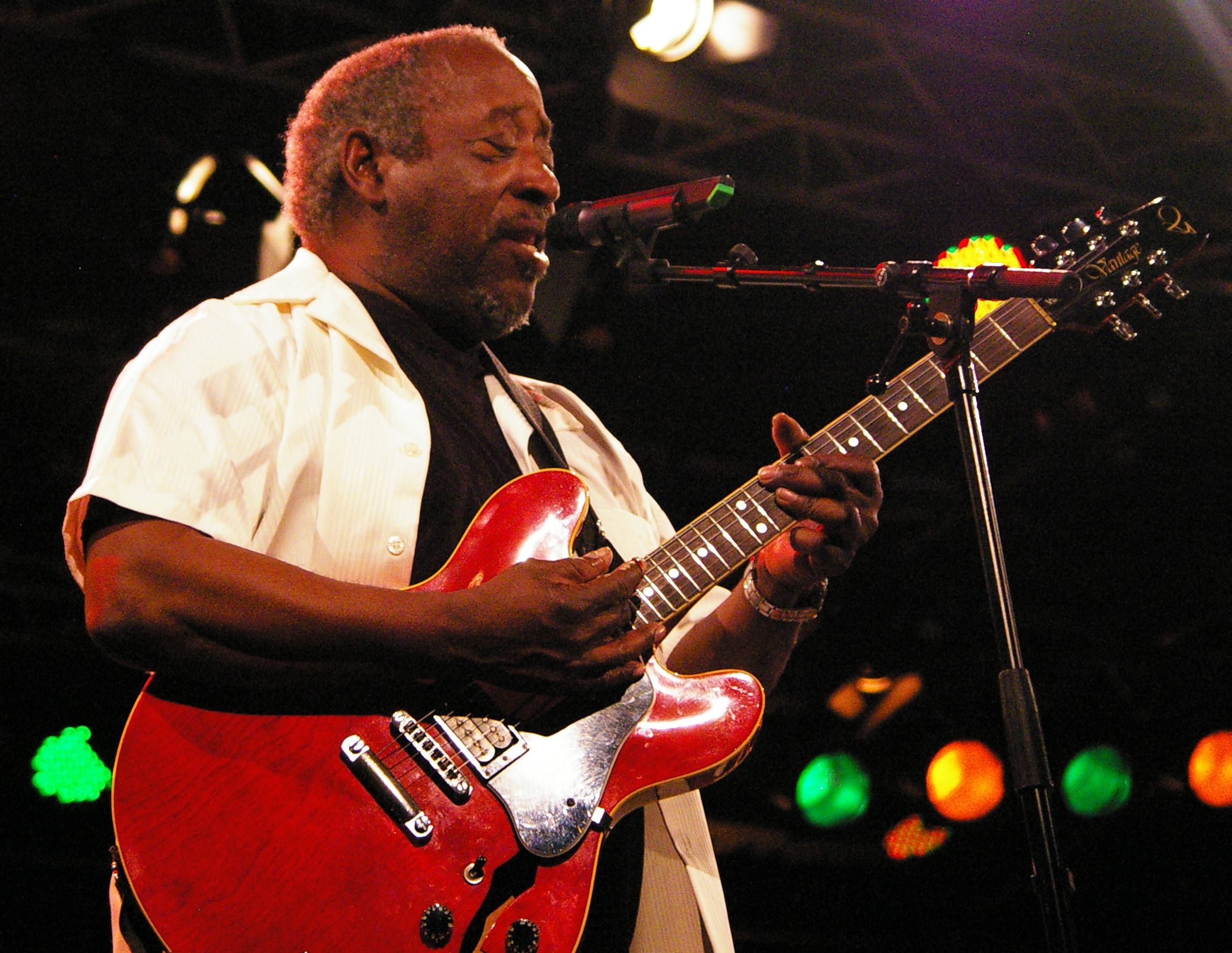
Vantage jouée par Albert White

Durant ses années d'activités, Matsumoku produit des instruments complets ou des pièces détachées pour notamment, Vox, Guyatone, Fujigen Gakki, Kanda Shokai (Greco), Hoshino Gakki (Ibanez), Nippon Gakki (Yamaha), Aria, Norlin, Unicord (Univox, Westbury), Oakland & Co , SLM (Electra), J. C. Penney (Skylark), Memphis, Eagle (IML), Vantage, Westminster, C.G.Winner, Cutler, Lyle and Fell.
Washburn Guitars contracte Matsumoku, ainsi que Yamaki (Daion), pour produire certaines références de son catalogue entre 1979 et 1984. Matsumoku a connu un regain d'intérêt grâce à la mise à disposition d'information auprès du grand public par le biais d'internet notamment.

## Production pour Aria

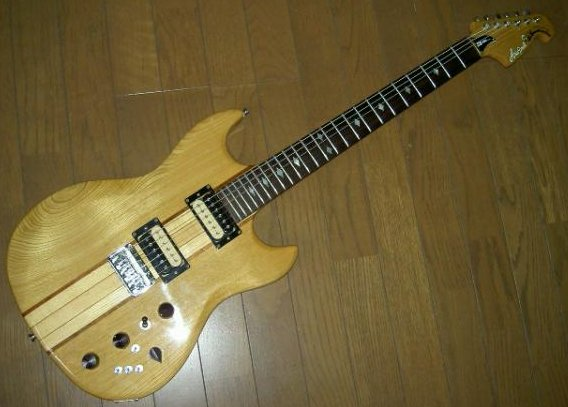
Aria Pro II TS-600

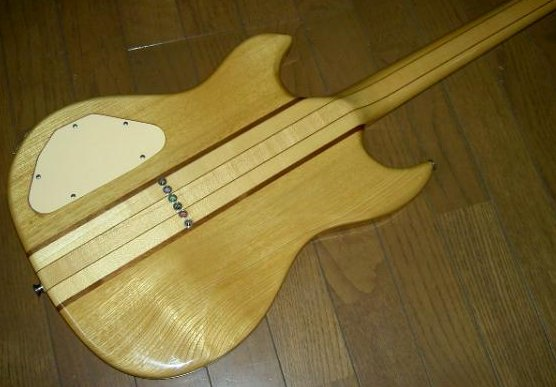
Manche traversant en 5 parties TS-600

Aria, connu sous le nom de Arai jusqu'en 1966, contracte Matsumoku en 1964 pour produire des guitares de grande série destinées à l'export, et ce à la suite de l'échec de son partenariat avec un autre producteur, Guyatone. En effet, les guitares produites par Guyatone ont des soucis de fiabilité sous les climats secs occidentaux. Matsumoku résout ce problème en utilisant des bois séchés pendant au moins 2 ans, des colles plus fortes et des manches en plusieurs parties, une des marques de fabrique de Matsumoku. La relation de partenariat entre les deux sociétés, qui durera 22 ans, est à la fois amicale et symbiotique. Aria est chargé du design et du développement commercial, Matsumoku concentre son attention sur la fabrication exclusivement. Aria est le client principal de Matsumoku en termes de volume.
Dans les années 1970, l'ingénieur-designer Nobuaki Hayashi rejoint Matsumoku. Son pseudonyme H. Noble apparaît sur de nombreuses guitares Aria Pro II qu'il conçoit. Les guitares Aria qui suivent son entrée en fonction démontrent une grande originalité en termes de design en s'éloignant définitivement des copies Fender et Gibson. Hayashi est connu comme le concepteur de la série Aria Pro II PE guitars. Depuis 1975 l’appellation Aria Pro II permet de distinguer les instruments moyen et haut de gamme produits par Matsumoku des instruments entrée de gamme et guitares classique produits par deux autres usines sous le simple label de Aria.
Matsumoku fabrique également des batteries de la marque Aria sous licence Remo au début des années 1970.

## Production pour Epiphone

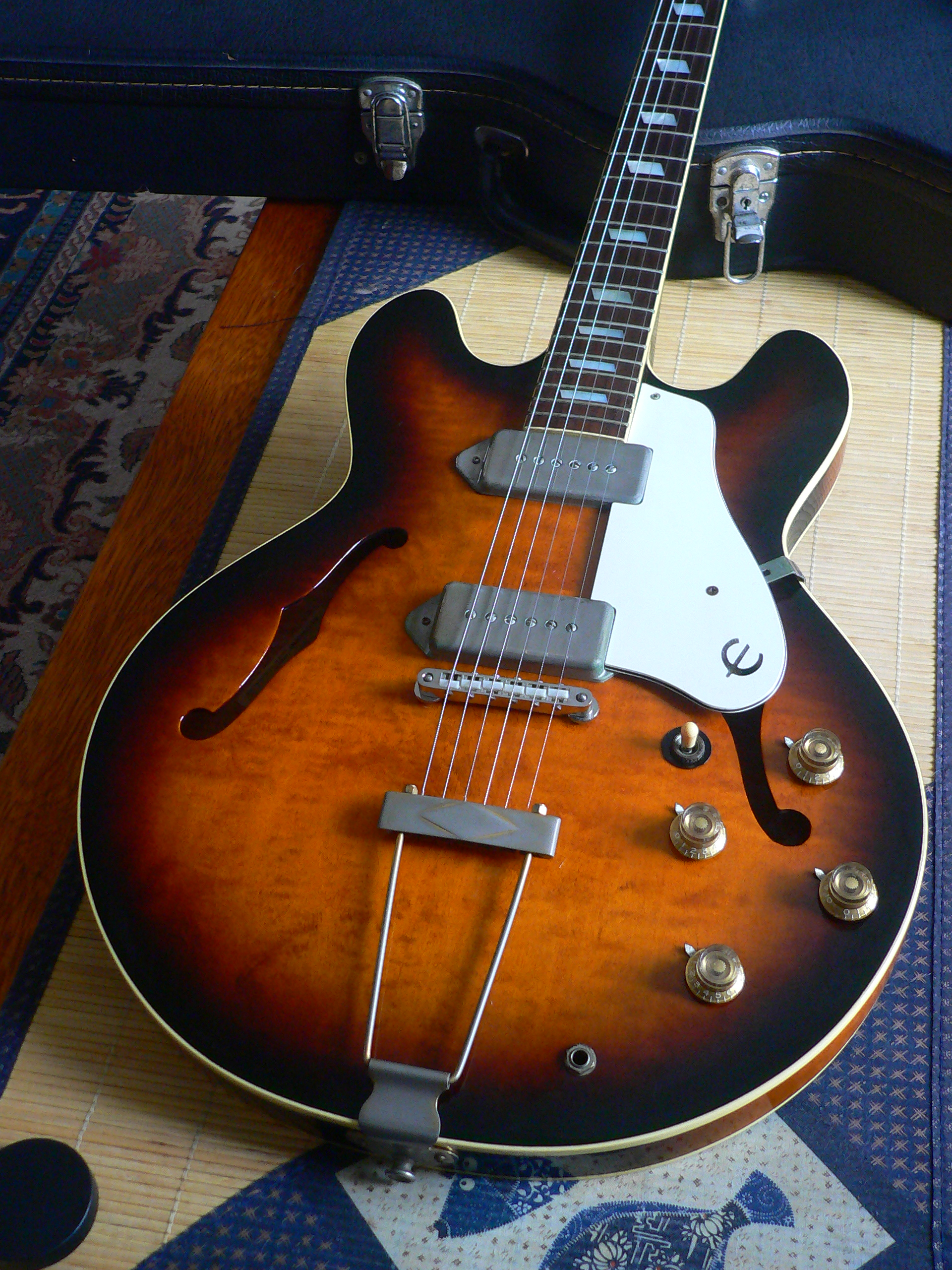
Epiphone Casino de 1983, Matsumoku

Gibson décide de relocaliser sa production d'Epiphone au Japon au début des années 1970 et choisi Aria comme partenaire local. En tant que sous-traitant pour Aria, Matsumoku fabrique la majorité des modèles Epiphones japonais de 1970 à 1986. Quelques modèles de guitares, essentiellement des solid body, sont fabriqués par d'autres usines Japonaises et au moins un modèle est fabriqué à Taiwan. Les modèles Matsumoku incluent les séries solidbody ET (Crestwood), SC (Scroll) et le modèle 1140 (Flying V) ainsi que les guitares archtop 5102T/EA-250, Sheraton, Riviera, Casino, et Emperor.

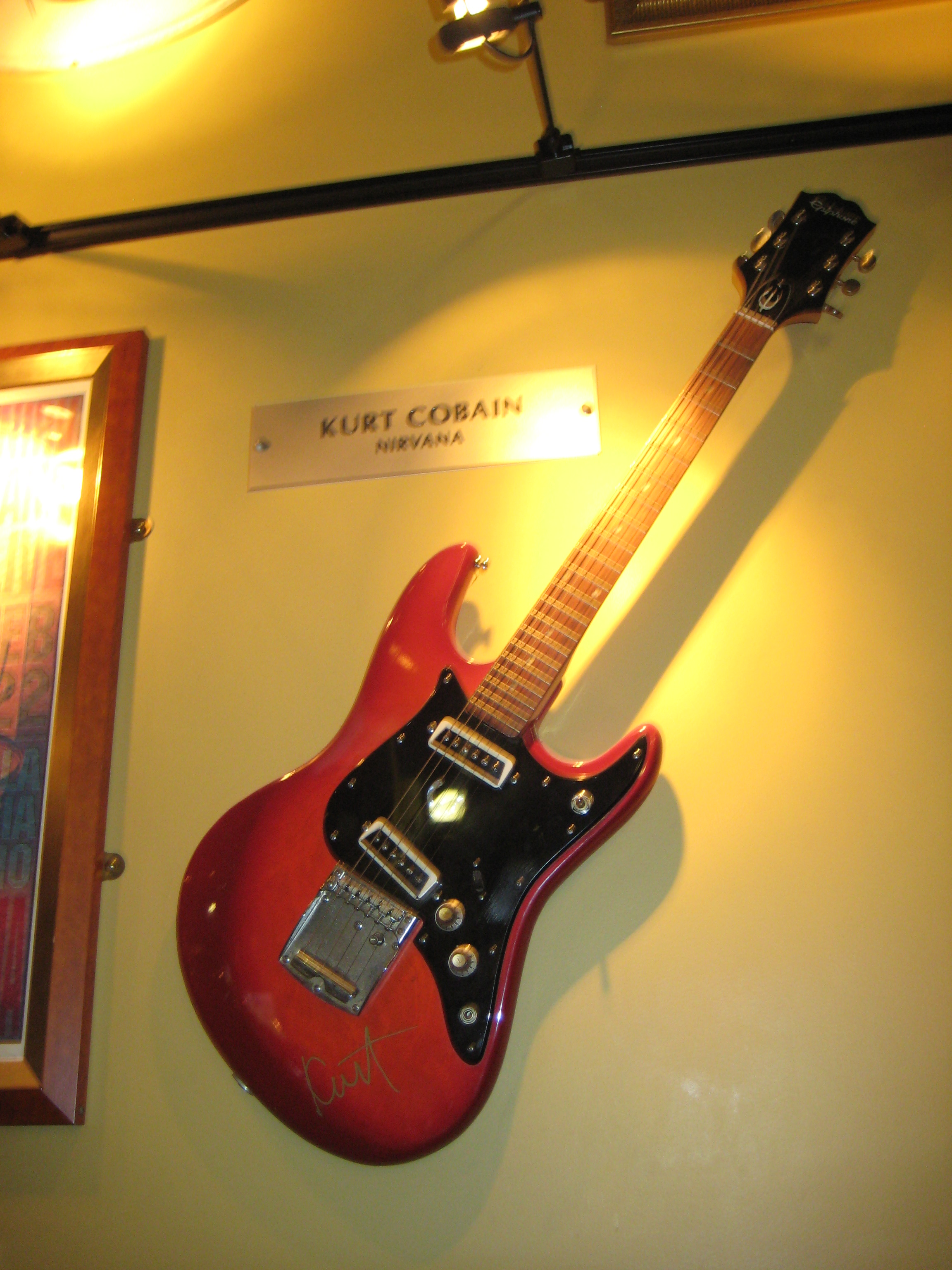
Epiphone ET-270T
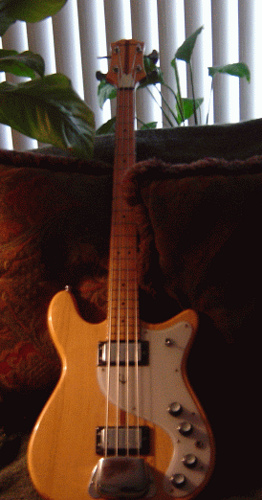
Epiphone ET-285
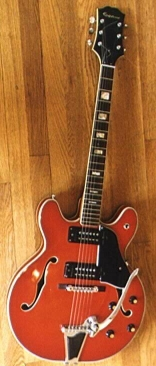
Epiphone 5102T
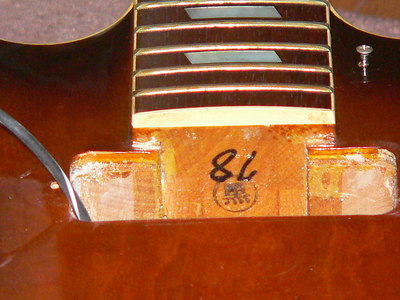
Détail Epiphone Casino

## Utilisateurs célèbres
- Kurt Cobain de Nirvana, Univox Hi-Flier, Epiphone ET-270, Aria Pro II Cardinal Series CS-250, Washburn Force 31
- John Taylor de Duran Duran, Aria Pro II SB-700, Aria Pro II SB-900, Aria Pro II SB-1000 bass
- Cliff Burton de Metallica, Aria Pro II Elite, Aria Pro II Black'n'Gold bass
- Elvin Bishop, Electra Model 2281
- Neal Schon, Aria Pro II PE series guitars (plusieurs modèles)
- Noel Gallagher et Paul Arthurs de Oasis jouaient des Epiphone Riviera Matsumoku dans les années 1990
- Dave Brock de Hawkwind jouait sur une Westone Spectrum LX
- Trevor Rabin de Rabbitt et Yes, modèles signature Westone Pantera
- Kim Deal au début des Pixies (Come On Pilgrim / Surfer Rosa), Aria Pro II Cardinal Bass